# Bernald Alfaro
Bernald Alfaro Alfaro (Alajuela, 26 gennaio 1997) è un calciatore costaricano, centrocampista del Cartaginés e della nazionale costaricana.

## Carriera
Ha giocato nella massima serie costaricana.